# Punta Melian
Punta Melian (spanisch, in Argentinien Punta Bajada) ist eine Landspitze im äußersten Norden der Liard-Insel im Archipel der Adelaide- und Biscoe-Inseln vor der Loubet-Küste des Grahamlands auf der Antarktischen Halbinsel. Sie liegt in der Einfahrt zur Hanusse-Bucht.
Chilenische Wissenschaftler benannten sie nach Andrés Melian Ulloa, Besatzungsmitglied der Yelcho bei der 1916 durchgeführten Rettung der auf Elephant Island gestrandeten Teilnehmer der Endurance-Expedition (1914–1917) des britischen Polarforschers Ernest Shackleton. Der Hintergrund der argentinischen Benennung ist nicht überliefert.